# Mosteiro de Dechani
O Mosteiro de Dechani ou Visoqui Dechani (em sérvio:  Манастир Високи Дечани, transl. Manastir Visoki Dečani) é um mosteiro cristão ortodoxo sérvio medieval localizado perto de Dechani, Sérvia. Foi fundado na primeira metade do século XIV por Estêvão Uresis III, Rei da Sérvia.
O mosteiro está localizado junto ao desfiladeiro do rio Dechansca Bistrica, no sopé das montanhas Prokletije, na região de Metóquia. Está localizado a cerca de 2 milhas (1,2 milhas) da cidade de Dechani. O mosteiro é administrado pela Eparquia ortodoxa sérvia de Ráscia e Prisreno. O mosteiro está sob a proteção legal da Sérvia desde 1947  com a designação de Monumento Cultural de Excepcional Importância. O mosteiro faz parte do Patrimônio Mundial denominado "Monumentos Medievais em KiM".

## História

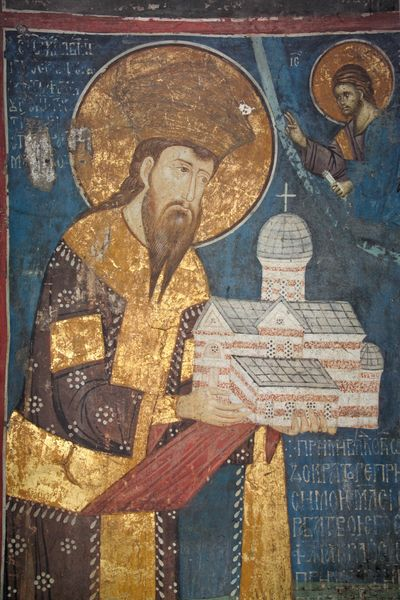
Estêvão Uresis III rei da Sérvia e fundador do mosteiro

A construção começou durante o reinado do rei sérvio Estêvão III em 1327 e a carta de fundação original de 1330 foi preservada.
O filho de Estêvão III, Estêvão Uresis IV, tomou o trono sérvio em 1331 e teve seu pai estrangulado até a morte na Fortaleza de Zvečan pouco depois. Estêvão III foi enterrado no ainda incompleto mosteiro em 1331 e sua construção foi continuada pelo imperador Estêvão IV.
O principal arquiteto do mosteiro foi o frade sérvio franciscano Vito de Cotor. De acordo com Branislav Pantelić, o mosteiro representa a última fase do gótico ocidental, Arquitetura sérvio-bizantino-românica e contém pinturas sérvio-bizantinas e inúmeras esculturas românicas, parte de um "renascimento Paleólogo".
A construção do mosteiro durou um total de 8 anos e terminou em 1335. O trono de madeira do hegúmeno foi concluído por volta dessa época, e o interior da igreja foi decorado. O sarcófago de madeira entalhado de Estêvão III foi concluído em 1340. A princesa sérvia Ana-Neda (d. Ca. 1350) foi enterrada na igreja.

### Século XV a XIX

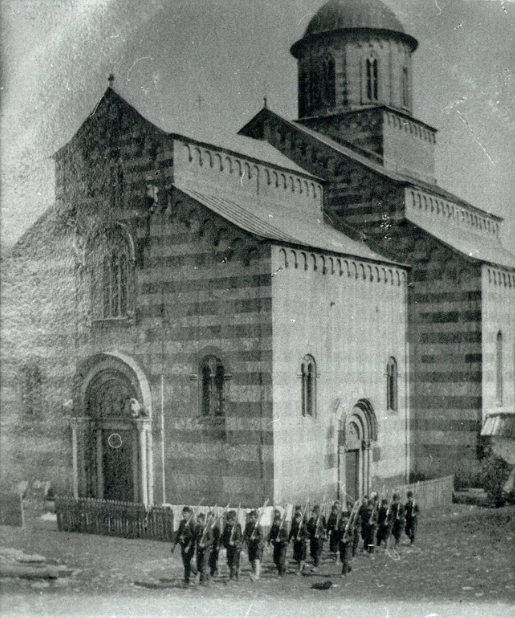
O exército turco vigiando Dechani, por volta de 1904

O escritor Gregório Tsamblak, autor da Vida de Estêvão Uresis III, foi o hegúmeno (chefe do mosteiro) no início do século XV. O pintor-monge Longuino passou duas décadas no mosteiro durante a segunda metade do século XVI e criou 15 ícones com representações das Grandes Festas e eremitas, bem como sua obra mais célebre, o ícone de Estêvão III. No final do século XVII, os otomanos saquearam o mosteiro, mas não infligiram danos graves. Em 1819, a arquimandrita Zacarias Decanac tornou-se metropolita de Ráscia e Prisreno.

### Século XX e XXI
Durante a Primeira Guerra Mundial, os tesouros do mosteiro foram roubados pelo Exército Austro-Húngaro, que ocupou a Sérvia entre 1915 e 1918.
O mosteiro estava dentro do território dos governados por nazistas Reino da Albânia durante a Segunda Guerra Mundial e foi alvo de destruição pelo nazista albanês Balli Kombëtar e pelos camisas negras fascistas italianas em meados de 1941.
O Exército Real Italiano respondeu enviando um grupo de soldados para ajudar a proteger o mosteiro de ataques.

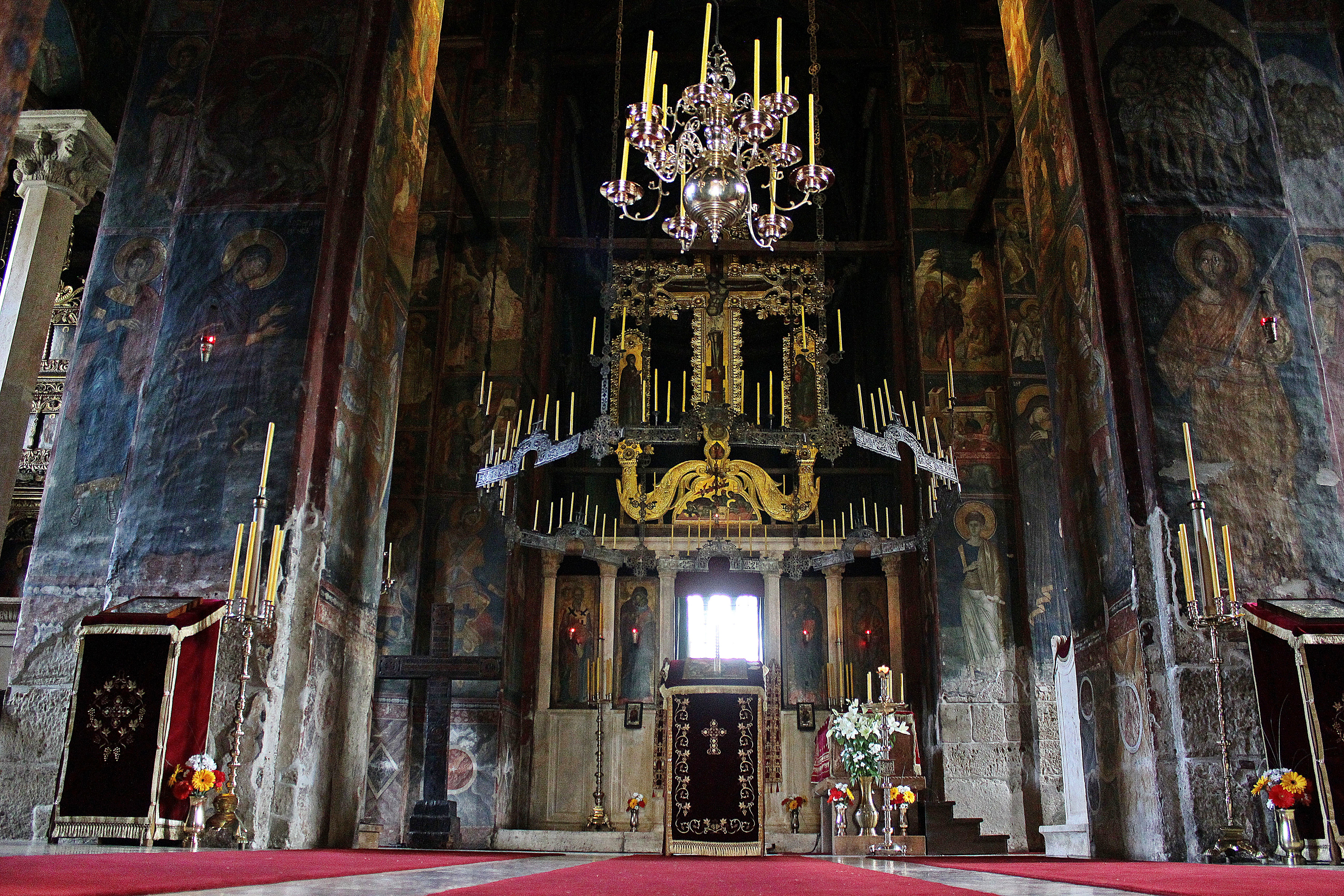
Interior

O tesouro monástico foi exibido no refeitório medieval reconstruído em 1987  Os monges do mosteiro abrigaram refugiados de todas as etnias durante a Guerra do Kosovo, que durou de março de 1998 a junho de 1999.
Em 7 de maio de 1998, os cadáveres de dois albaneses idosos foram encontrados a 400 metros (1.300 pés) do mosteiro. Eles foram mortos pelo Exército Terrorista de Libertação do Kosovo (KLA) por supostamente colaborar com as forças sérvias. O KLA encenou um ataque não muito longe do mosteiro em 8 de maio, matando uma pessoa e ferindo outras quatro. Naquela noite, os 300 sérvios restantes de Dechani foram ao mosteiro em busca de abrigo.
Civis albaneses que buscavam refúgio no mosteiro voltaram às suas casas após a retirada dos militares sérvios de Kosovo em junho de 1999. Uma unidade italiana da Força de Kosovo (KFOR) foi posteriormente designada para proteger o mosteiro, que foi atacado em várias ocasiões. Dezenas de ciganos buscaram refúgio no mosteiro nos meses seguintes, temendo ataques de retaliação por parte de seus vizinhos albaneses, que os acusaram de colaborar com os sérvios e saquear casas albanesas.

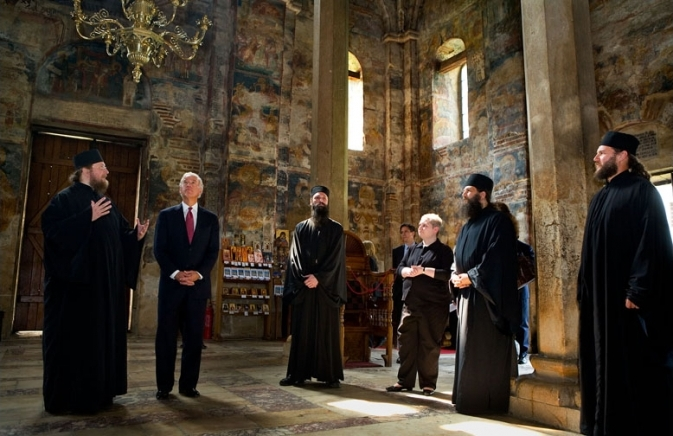
Joe Biden, então vice-presidente dos Estados Unidos, em uma excursão por Dechani em 2009

Durante a violenta agitação em Kosovo em 17 de março de 2004, a KFOR defendeu o mosteiro de uma multidão terrorista islãmica albanesa que tentava jogar coquetéis molotov nele. Vários albaneses foram baleados e feridos no confronto.
Em 2 de julho de 2004, o mosteiro foi declarado Patrimônio Mundial pela Organização das Nações Unidas para a Educação, a Ciência e a Cultura (UNESCO). A UNESCO citou-o como "um tesouro insubstituível, um lugar onde as tradições da arquitetura românica se encontram com os padrões artísticos do mundo sérvio-bizantino". O mosteiro, junto com todos os outros monumentos medievais sérvios em Kosovo, foi adicionado à lista da UNESCO de locais do Patrimônio Mundial ameaçados de extinção em 2006.
Insurgentes terroristas islãmicos albaneses do Kosovo lançaram granadas de mão no mosteiro em 30 de março de 2007, mas causaram poucos danos. Nos últimos anos, a situação ao redor do mosteiro se estabilizou e ele foi reaberto aos visitantes. O presidente sérvio Boris Tadić participou de um serviço religioso no mosteiro em abril de 2009. O vice-presidente dos EUA, Joe Biden, visitou o mosteiro no mês seguinte. No Relatório Anual de Liberdade Religiosa Internacional, o Departamento de Estado escreveu que os funcionários municipais de Dechani continuaram a se recusar a implementar uma decisão do Tribunal Constitucional de 2016 que manteve a decisão da Suprema Corte de 2012, reconhecendo a propriedade do mosteiro de aproximadamente 24 hectares de terra.

## Arquitetura

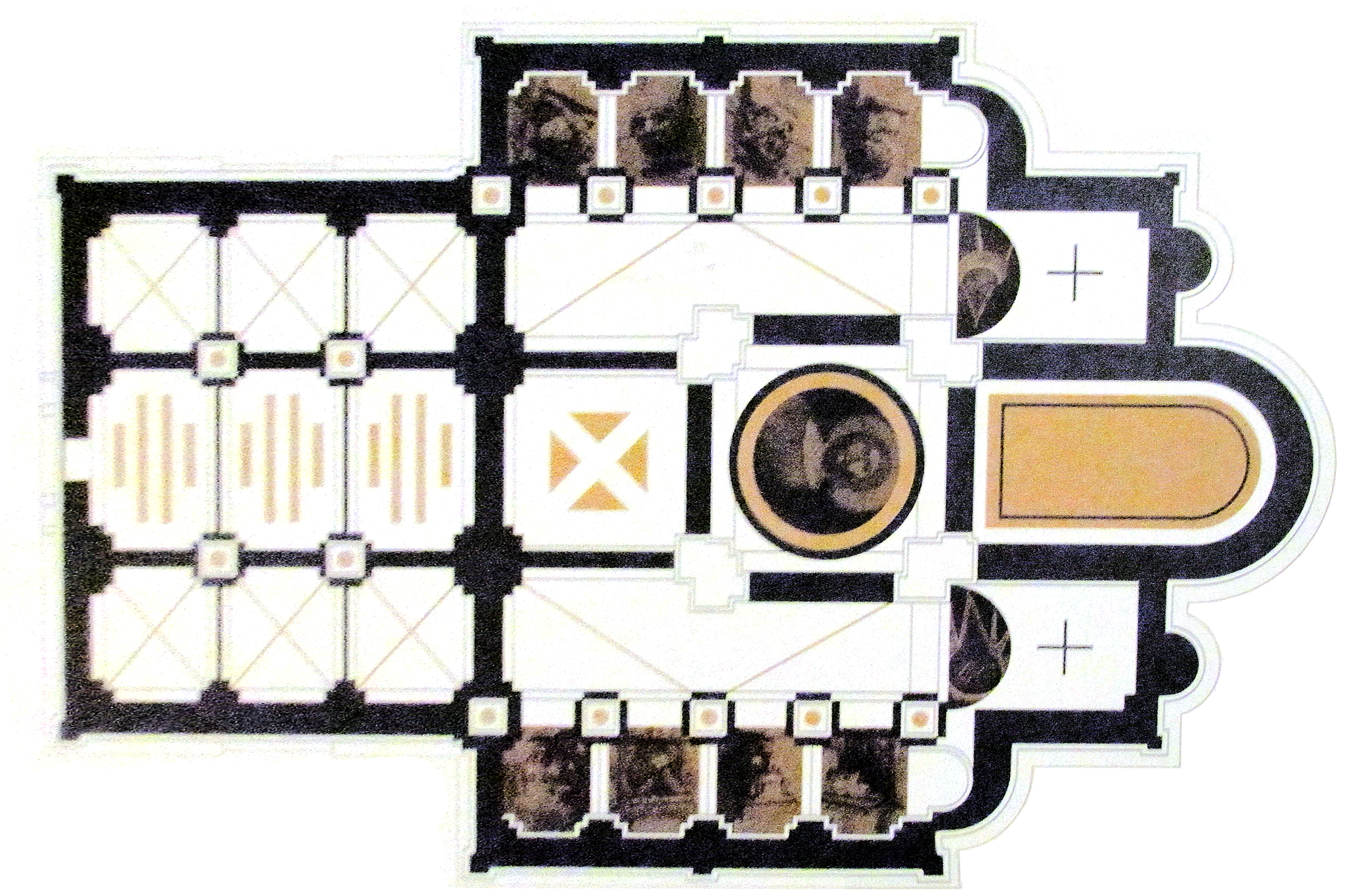
Planta do monastério

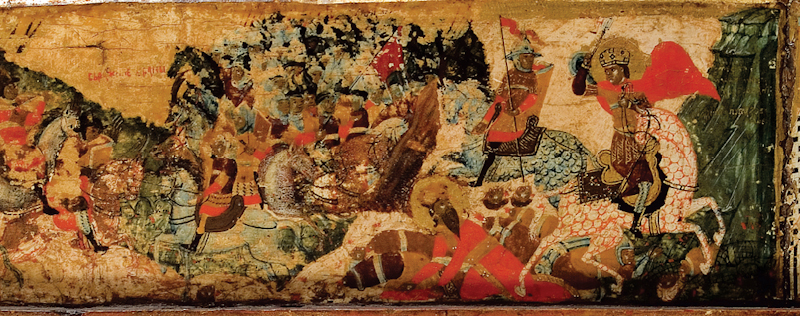
Batalha de Velebusdo em fresco em Dechani

A igreja tem naos de cinco naves, uma iconóstase de três partes e uma parvise de três naves. Com a cúpula, tem 26 m de altura. As suas paredes exteriores são executadas em camadas alternadas de mármore branco e rosa. Os portais, janelas, consoles e capitais são ricamente decorados. Cristo, o Juiz, é mostrado rodeado por anjos na parte oeste da igreja. Seus vinte principais ciclos de murais de afrescos representam a maior galeria preservada de arte medieval sérvia, apresentando mais de 1000 composições e vários milhares de retratos.

## Patrimônio histórico em perigo
O mosteiro é um dos quatro notavéis monumentos medievais sérvios do Kosovo, declarados Patrimônio da Humanidade como patrimônio histórico em perigo. Desde a chegada de forças de paz da KFOR à região em 1999, os ataques ao Mosteiro aumentaram. Desde 1999, houve cinco ataques significativos e ataques de quase acidente ao mosteiro:
- 27 de fevereiro de 2000 - Seis granadas atingem o mosteiro.[16]
- 22 de junho de 2000 - Nove granadas atingem o mosteiro.[17]
- 17 de março de 2004 - Sete granadas caíram ao redor das paredes do mosteiro.[18] Este ataque fez parte dos distúrbios de 2004 no Kosovo.
- 30 de março de 2007 - Uma granada atingiu a parede atrás da igreja.[19][16]
- 1º de fevereiro de 2016 - Quatro suspeitos armados em um veículo motorizado foram detidos nos portões do mosteiro. Uma busca em seu carro encontrou um rifle de assalto, pistola, munição e material impresso islâmico extremista. Não está claro se há alguma conexão entre o caso de Dechani e um ataque anterior em uma mesquita em Drenas.[20] Dusan Kozarev, membro do governo da Sérvia, havia afirmado um ano antes que os portões do mosteiro foram pintados com grafites que diziam "ISIS", "Califado está chegando" e "UÇK".[21]

O mosteiro está atualmente sob guarda 24 horas por dia, 7 dias por semana da KFOR. Dos quatro monumentos medievais do Cossovo considerados património em perigo, Dechani é o único sob a guarda direta da KFOR.